# Каравельово
Каравѐльово е село в Югоизточна България, община Руен, област Бургас.

## География
Село Каравельово е разположено в югоизточните склонове на Върбишката планина, високо в долината на Луда Камчия. и отстои на около 18 km северозападно от общинския център село Руен. До селото води общинският път, който се отклонява западно от село Билка от третокласния републикански път III-208 през селата Трънак и Соколец. Надморската височина при влизането на пътя в селото е около 390 m, във високия северен край достига около 450 m, а в ниския южен намалява до около 340 m. На около 2 km на изток-югоизток от селото и около 300 m по ниско има гара (спирка) на минаващата в близост до реката железопътна линия Карнобат – Комунари.
Населението на село Каравельово наброява 480 души към 1934 г., нараства до 756 към 1965 г. и към 2018 г. намалява до 457 души (по текущата демографска статистика за населението).
При преброяването на населението към 1 февруари 2011 г., от обща численост 498 лица, за 3 лица е посочена принадлежност към „българска“ етническа група и за 493 – към „турска“.

## История
След края на Руско-турската война 1877 – 1878 г., по Берлинския договор селото остава на територията на Източна Румелия. От 1885 г. – след Съединението, то се намира в България с името Кара Велилер. Преименувано е на Каравельово през 1934 г. Комисията, работила по преименуването на българските селища през 1931 – 1932 г., спазва правила при преименуването, сред които е уподобяване, при което новото българско име наподобява старото турско, но няма връзка с него. Така село Кара Велилер получава названието Каравельово.

## Население

### Етнически състав
Преброяване на населението през 2011 г.
Численост и дял на етническите групи според преброяването на населението през 2011 г.:
|                     | Численост |
| Общо                | 498       |
| Българи             | 3         |
| Турци               | 493       |
| Цигани              | -         |
| Други               | -         |
| Не се самоопределят | -         |
| Неотговорили        | -         |

## Религии
Религията, изповядвана в село Каравельово, е ислям.

## Обществени институции
Село Каравельово към 2020 г. е център на кметство Каравельово.
В село Каравельово към 2020 г. има:
- действащо читалище „Любен Каравелов – 1961 г.“;[10]
- постоянно действаща джамия.[11]